# Косовец
Косовец е село в Югоизточна България. То се намира в община Поморие, област Бургас.

## География
Селото се намира в Айтоска планина, на 33 km от общинския център Айтос и на 41 km от областния център Бургас.

## История
Старото му име е Кос кьой.

## Население

### Етнически състав
Преброяване на населението през 2011 г.
Численост и дял на етническите групи според преброяването на населението през 2011 г.:
|                     | Численост |
| Общо                | 231       |
| Българи             | 9         |
| Турци               | 201       |
| Цигани              | -         |
| Други               | -         |
| Не се самоопределят | -         |
| Неотговорили        | 21        |